# Хуан Хуейдань
Хуан Хуейдань (кит. трад. 黃慧丹, спр. 黄慧丹, піньїнь: Huáng Huìdān, нар. 16 травня, 1996 року) — китайська гімнастка.
На чемпіонаті світу 2013 року, що проходив в Антверпені, здобула золоту нагороду у вправах на різновисоких брусах. На чемпіонаті світу 2014 року виграла дві срібні медалі: в командній першості та у вправах на різновисоких брусах.